# Писокал
Писокал (на македонска литературна норма: Писокал) е бивше село в южната част на Северна Македония, на територията на днешна Община Прилеп.

## География
Селото е било разположено в прохода между Дрен планина от север и Селечката планина от юг, между селата Бонче и Кален.

## История
В XIX век Писокал е малко българско село в Прилепска кааза на Османската империя. В „Етнография на вилаетите Адрианопол, Монастир и Салоника“, издадена в Константинопол в 1878 година и отразяваща статистиката на населението от 1873 година, Писукал (Pissoukal) е посочено като село с 9 домакинства и 46 жители българи.
Според статистиката на Васил Кънчов („Македония. Етнография и статистика“) от 1900 година Писокалъ има 80 жители, всички българи християни.
На Етнографската карта на Битолския вилает на Картографския институт в София от 1901 година Писокал е чисто българско село в Прилепската каза на Битолския санджак с 4 къщи.
В началото на XX век българското население на селото е под върховенството на Българската екзархия. По данни на секретаря на екзархията Димитър Мишев („La Macédoine et sa Population Chrétienne“) през 1905 година в Писокал (Pissokal) има 32 българи екзархисти.
В XX век в местността Писокал е изградена църквата „Свети Илия“.